# Tuntange
Tuntange (lb. Tënten, Téinten; niem. Tüntingen) – wieś (Uertschaft) w środkowym Luksemburgu, w kantonie Mersch, siedziba administracyjna gminy Helperknapp. Do 3 października 2015 miejscowość leżała w dystrykcie Luksemburg, a do 31 grudnia 2017 samodzielna gmina. Liczy 1237 mieszkańców (31 grudnia 2022). 